# Карл Дедециус
Карл Дедециус (на немски: Karl Dedecius) е немски писател и преводач на полска и руска литература, роден на 20 май 1921 г. в Лодз, Полша.

## Биография и творчество
Карл Дедециус е роден в семейството на судетски немци, които са се преселили в Полша. След нахлуването на нацистка Германия в Полша Дедециус е мобилизиран в Служба за трудова повинност, а после е включен в немската армия. Воюва на Източния фронт и е сериозно ранен в Битката при Сталинград. Попада в съветски плен, където научава руски и в лазарета чете Пушкин и Лермонтов.
Дедециус е освободен през 1950 г. и се установява във Ваймар, Източна Германия. През 1952 г. се преселва във ФРГ, където работи в застрахователна компания, а през свободното си време изготвя художествени преводи от полски. През 1959 г. публикува първия си сборник със свои преводи „Уроци по мълчание“, в който са включени творби на Чеслав Милош, Вислава Шимборска, Станислав Йежи Лец, Збигнев Херберт, Тадеуш Ружевич. Публикува и есета върху литературата и изкуството на превода.
През 1979 г. Карл Дедециус основава Немско-полски институт в Дармщат, който оглавява до 1999 г. По негова инициатива и с активното участие на издателство Зуркамп публикува Полска библиотека в 50 тома (1982 – 2000) и Панорама на полската литература на ХХ век в 7 тома (1996 – 2000).
Дедециус е автор на мемоарната книга „Един европеец от Лодз“ (2006).

## Признание
- 1962: „Награда Андреас Грифиус“
- 1967: Johann-Heinrich-Voß-Preis für Übersetzung
- 1977: Mitglied der Deutschen Akademie für Sprache und Dichtung
- 1985: „Награда Кристоф Мартин Виланд за преводачи“
- 1986: „Хесенска културна награда“
- 1990: „Награда за мир на немските книгоразпространители“[1]
- 1995: Verdienstorden der Republik Polen
- 1997: Samuel-Bogumil-Linde-Preis
- 1998: Wilhelm-Leuschner-Medaille des Landes Hessen
- 1999: „Награда Виадрина“
- 2000: Goetheplakette der Stadt Frankfurt am Main
- 2002: Ein Gymnasium in Łódź mit zweisprachigem Zweig wird nach ihm benannt
- Ab 2003 verleiht die Robert Bosch Stiftung in Zusammenarbeit mit dem Deutschen Polen-Institut den mit jeweils zwei Mal 10.000 Euro dotierten „Karl-Dedecius-Preis“ für polnische Übersetzer deutscher Literatur und für Übersetzer in der Gegenrichtung.
- 2004: „Културна награда „Силезия“ на провинция Долна Саксония“
- 2010: „Национална награда на Германия“
- 2011: Ehrendoktorat der Europa-Universität Viadrina
- 2016: Der Vortragssaal des Deutschen Polen-Instituts im Darmstädter Residenzschloss wurde nach Dedecius benannt.